# Cheikh Niasse
Cheikh Niasse (Gossas, 2000. január 19. –) szenegáli labdarúgó, a svájci Young Boys középpályása.

## Pályafutása
Niasse a szenegáli Gossas városában született. Az ifjúsági pályafutását a franciaországi Boulogne csapatában kezdte, majd 2016-ban a Lille akadémiájánál folytatta.
2019-ben mutatkozott be a Lille első osztályban szereplő felnőtt csapatában. 2019. augusztus 28-án, a Saint-Étienne ellen 3–0-ra megnyert mérkőzés 76. percében Gabriel dos Santos Magalhães cseréjeként debütált. A 2020–21-es szezon második felében kölcsönben a görög Panathinaikósz csapatában szerepelt.
2022. február 3-án 4½ éves szerződést kötött a svájci első osztályban érdekelt Young Boys együttesével. Először a 2022. február 6-ai, St. Gallen ellen 3–3-as döntetlennel zárult mérkőzés 74. percében, Joël Monteirot váltva lépett pályára. Első gólját 2022. április 9-én, a Lausanne-Sport ellen 2–2-es döntetlennel zárult találkozón szerezte meg.

## Statisztika
2023. február 12. szerint.
| Klub                        | Szezon   | Bajnokság           | Bajnokság | Bajnokság | Kupa  | Kupa  | Nemzetközi | Nemzetközi | Összesen | Összesen |
| Klub                        | Szezon   | Bajnokság           | Mérk.     | Gólok     | Mérk. | Gólok | Mérk.      | Gólok      | Mérk.    | Gólok    |
| --------------------------- | -------- | ------------------- | --------- | --------- | ----- | ----- | ---------- | ---------- | -------- | -------- |
| Lille                       | 2019–20  | Ligue 1             | 1         | 0         | 0     | 0     | 0          | 0          | 1        | 0        |
| Lille                       | 2020–21  | Ligue 1             | 0         | 0         | 0     | 0     | 1          | 0          | 1        | 0        |
| Lille                       | 2021–22  | Ligue 1             | 4         | 0         | 1     | 0     | 0          | 0          | 5        | 0        |
| Lille                       | Összesen | Összesen            | 5         | 0         | 1     | 0     | 1          | 0          | 7        | 0        |
| Panathinaikósz (kölcsönben) | 2020–21  | Super League Greece | 13        | 0         | 2     | 0     | 0          | 0          | 15       | 0        |
| Young Boys                  | 2021–22  | Swiss Super League  | 10        | 1         | 0     | 0     | 0          | 0          | 10       | 1        |
| Young Boys                  | 2022–23  | Swiss Super League  | 18        | 0         | 2     | 0     | 4          | 1          | 24       | 1        |
| Young Boys                  | Összesen | Összesen            | 28        | 1         | 2     | 0     | 4          | 1          | 34       | 2        |
| Összesen                    | Összesen | Összesen            | 46        | 1         | 5     | 0     | 5          | 1          | 56       | 2        |

## Sikerei, díjai
Young Boys
- Swiss Super League
  - Bajnok (1): 2022–23

- Svájci Kupa
  - Győztes (1): 2022–23